# 芳庄乡
芳庄乡是中华人民共和国浙江省温州市瑞安市下辖的一个乡。
2015年12月25日，浙江省人民政府批复同意调整湖岭镇管辖范围，增设芳庄乡，乡政府驻山坑村。

## 行政区划
芳庄乡下辖以下村级行政区划单位：
山坑村、黄金坳村、金山头村、行己村、三川村、周垟岗村、新瑶村和云溪村。